# Diphda
Diphda (Beta Ceti, Deneb Kaitos) – najjaśniejsza gwiazda w gwiazdozbiorze Wieloryba (wielkość gwiazdowa: 2,01m). Odległa od Słońca o około 96 lat świetlnych.

## Nazwa
Tradycyjna nazwa gwiazdy, Diphda, wywodzi się od arabskiego wyrażenia ‏الضفدع الثاني‎ aḍ-ḍifdaʿ aṯ-ṯānī, co oznacza „drugą żabę” („pierwszą żabą” był Fomalhaut). Inna nazwa tej gwiazdy, Deneb Kaitos, także wywodzi się z języka arabskiego; wyrażenie ‏ألذنب ألقيتوس ألجنوب‎ al Dhanab al Ḳaiṭos al Janūbīyy oznacza „południową część ogona wieloryba” i odnosi się do położenia tej gwiazdy w gwiazdozbiorze Wieloryba. Międzynarodowa Unia Astronomiczna w 2016 roku formalnie zatwierdziła użycie nazwy Diphda dla określenia tej gwiazdy.

## Charakterystyka fizyczna

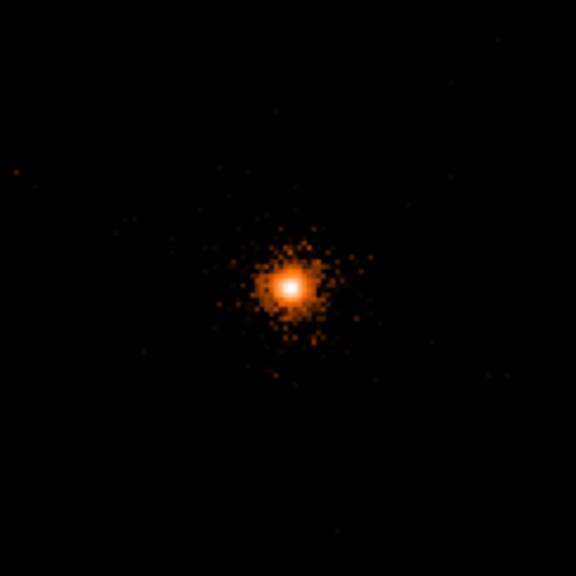
Diphda w zakresie promieniowania X (Teleskop kosmiczny Chandra)

Diphda należy do typu widmowego K0 III, choć niektóre źródła zaliczają ją do typu G9. Jej wielkość absolutna wynosi –0,31m. Temperatura powierzchni tego pomarańczowego olbrzyma wynosi ok. 4840 K. Masa gwiazdy jest ok. 3–3,5 raza większa od masy Słońca, jej promień wynosi ok. 16,8 promienia Słońca. Gwiazda ta emituje 139 razy więcej promieniowania niż Słońce. Jest jednym z najsilniejszych źródeł promieniowania rentgenowskiego w sąsiedztwie Słońca. Jeden obrót wokół własnej osi wykonuje w ciągu 170 dni. Jest to także gwiazda zmienna, jej obserwowana wielkość gwiazdowa waha się od 1,96 do 2,11m.